# Irakli Maiszuradze
Irakli Maiszuradze (grúzul:  ირაკლი მაისურაძე; Tbiliszi, 1988. augusztus 22. –) grúz válogatott labdarúgó, a Énoszi Néon Paralimníu játékosa.

## Pályafutása

### Klubcsapatok
Maiszuradze pályafutása során szerepelt már grúz, fehérorosz, máltai és ciprusi csapatokban is. 2017 és 2018 közt a Balmazújváros játékosa.

### Válogatott
2011-ben mutatkozott be a grúz válogatottban egy Moldova elleni barátságos mérkőzésen.

## Mérkőzései a grúz válogatottban
| #  | Dátum              | Ellenfél | Eredmény | Kiírás              | Esemény |
| -- | ------------------ | -------- | -------- | ------------------- | ------- |
| 1. | 2011. november 11. | Moldova  | 2 – 0    | barátságos mérkőzés | 53'     |
| 2. | 2013. június 2.    | Írország | 0 – 4    | barátságos mérkőzés | 61'     |

## Statisztika
| Válogatott | Szezon   | Mérkőzés | Gól |
| ---------- | -------- | -------- | --- |
| Grúzia     | 2011     | 1        | 0   |
| Grúzia     | 2013     | 1        | 0   |
| Összesen   | Összesen | 2        | 0   |

## Sikerei, díjai
- Metalurgi Rusztavi
  - Grúz bajnokság bronzérmes: 2010–11
- Dila Gori
  - Grúz bajnokság ezüstérmes: 2012–13
- Valletta
  - Máltai bajnok: 2013–14
  - Máltai kupagyőztes: 2013–14
- Anórthoszi Ammohósztu
  - Ciprusi bajnokság bronzérmes: 2015–16